# Dargate
Dargate – osada w Anglii, w hrabstwie Kent, w dystrykcie Swale. Leży 33 km na wschód od miasta Maidstone i 81 km na wschód od centrum Londynu.